# Britiske dronninger og prinsgemaler
De britiske dronninger og prinsgemaler dækker ægtefæller til de regerende konger eller dronninger af Det Forenede Kongerige af Storbritannien. Gemalerne i det britiske monarki og dets forgængere har ingen forfatningsmæssig status eller magt, men mange havde betydelig indflydelse på deres ægtefæller. Nogle kongelige gemaler, såsom den seneste prinsgemal Prins Philip, hertug af Edinburgh, har også medvirket til at forbedre monarkiets image ved at blive berømtheder i deres eget navn. Prins Philip er den længst siddende og ældste gemal nogensinde. Hans svigermor, Dronning Elizabeth, der døde i en alder af 101 år, levede længere, men da hun døde var hun ikke gemal, da hendes mand Kong Georg 6. var død 50 år tidligere.

## Historie
Siden foreningen af England og Skotland i 1707 har der været ti gemaler til den britiske monark. Dronninger mellem 1727 og 1814 var også kurfyrstinder af Hannover, da deres mænd alle havde titlen som kurfyrste af Hannover. Mellem 1814 og 1837 havde dronninger også titel af dronning af Hannover, da deres mænd var konger af Hannover. Den personlige union med Det Forenede Kongerige sluttede i 1837 ved Dronning Victorias tronbestigelse, fordi arvelovene i Hannover ikke tillod en kvinde at arve tronen, hvis der var en levende mandlig arving (i Storbritannien havde en mand kun forrang over sin egne søstre, indtil ændringen af den britiske tronfølgelov i 2013, som fjernede mandlige førstefødselsret). I Den preussisk-østrigske krig i 1866 blev Hannover annekteret af Preussen og blev inkorporeret som Provinsen Hannover.

## Undtagelser
Ikke alle hustruer til monarker er blevet gemaler, da de kan være døde, blevet skilt, fået erklæret deres ægteskab ugyldigt, inden deres mænd besteg tronen eller blev gift efter abdiceringer. Sådanne tilfælde inkluderer:
- Sophie Dorothea af Celle, hustru til Georg 1. af Storbritannien (som arving for Kurfyrstendømmet Hannover ), gift den 22. november 1682, skilt den 28. december 1694, døde den 13. november 1726.
- Maria Anne Fitzherbert, hustru til Georg 4. af Storbritannien (som Prins af Wales), gift 1785, ægteskab erklæret ugyldigt, døde i 1837.
- Wallis Warfield Simpson, hustru til Edvard 8. (som hertug af Windsor) og derfor ikke hustru til en regerende konge, gift 3. juni 1937, døde den 24. april 1986.

Et usædvanlig tilfælde var Karoline af Braunschweig, der var blevet separeret fra sin mand Georg 4. forud for hans tronbestigelse, og selvom hun i realiteten var hans gemal, blev hun holdt væk fra hoffet og blev med magt afskåret fra at deltage i George 4.'s kroning og selv blive kronet. Dette medførte offentlig forargelse.
Alle kvindelige gemaler har haft ret til at være og blevet tituleret som dronninger. Imidlertid er ingen af de tre britiske mandlige gemaler, der har været siden 1707, blevet betragtet som kongegemaler:
- Prins Jørgen af Danmark, Dronning Annes mand modtog heller aldrig den officielle titel som Prinsgemal, men blev ophøjet til den engelske adel som hertugen af Cumberland i 1689, flere år inden hans hustrus tronbestigelse i 1702.
- Prins Albert af Sachsen-Coburg og Gotha, Dronning Victorias mand, tog ikke en engelsk hertugtitel, men blev tildelt titlen Prinsgemal (Prince Consort) som en særlig titel i 1857. Indtil da havde ingen mandlige gemal i hverken Storbritannien eller dets forgængere officielt haft denne titel. Først blev det foreslået, at han kunne blive kongegemal, men dette blev afvist af regeringen.
- Prins Philip af Grækenland og Danmark, dronning Elizabeth 2.'s mand, der allerede blev ophøjet til den britiske adel som hertug af Edinburgh i 1947, blev gjort til Prins af Storbritannien i 1957. Han blev ikke tituleret som prinsgemal.

Siden 1707 har kun Georg 1. og Edvard 8. været ugifte gennem hele deres regeringsperioder.

## Dronninger og prinsgemaler i Kongeriget Storbritannien (1707-1801) og Det Forenede Kongerige af Storbritannien (1801 - nuværende)

### Huset Stuart
| Billede | Våbenskjold | Navn                             | Forældre                                                                         | Født          | Ægteskab      | Blev prinsgemal                                     | Kroning     | Ophør som prinsgemal   | Død                    | Hvilested         | Ægtefælle |
| ------- | ----------- | -------------------------------- | -------------------------------------------------------------------------------- | ------------- | ------------- | --------------------------------------------------- | ----------- | ---------------------- | ---------------------- | ----------------- | --------- |
|         |             | Prins Jørgen af Danmark og Norge | Far, Frederik 3. af Danmark og Norge Mor, Sophie Amalie af Braunschweig-Lüneburg | 2. april 1653 | 28. juli 1683 | 1. maj 1707 Oprettelse af Kongeriget Storbritannien | Ikke kronet | 28. oktober 1708 55 år | 28. oktober 1708 55 år | Westminster Abbey | Anne      |

### Huset Hannover
| Billede | Våbenskjold | Navn                                  | Forældre                                                                                       | Født            | Ægteskab          | Blev dronning/prinsgemal             | Kroning            | Ophør som dronning/prinsgemal | Død                     | Hvilested                                                      | Ægtefælle  |
| ------- | ----------- | ------------------------------------- | ---------------------------------------------------------------------------------------------- | --------------- | ----------------- | ------------------------------------ | ------------------ | ----------------------------- | ----------------------- | -------------------------------------------------------------- | ---------- |
|         |             | Karoline af Brandenburg-Ansbach       | Far, Johan Frederik, Margrave af Brandenburg-Ansbach Mor, Eleonora Erdmuthe af Saxe-Eisenach   | 1. marts 1683   | 22. august 1705   | 11. juni 1727 Mands tronbestigelse   | 11. oktober 1727   | 20. november 1737 54 år       | 20. november 1737 54 år | Westminster Abbey                                              | Georg 2.   |
|         |             | Charlotte af Mecklenburg-Strelitz     | Far, Karl Ludvig Frederik af Mecklenburg Mor, Elisabeth Albertine af Sachen-Hildburghausen     | 19. maj 1744    | 8. september 1761 | 8. september 1761                    | 22. september 1761 | 17. november 1818 74 år       | 17. november 1818 74 år | St George's Chapel, Windsor Castle                             | Georg 3.   |
|         |             | Karoline af Braunschweig-Wolfenbüttel | Far, Karl Vilhelm Ferdinand, hertug af Branschweig-Wolfenbüttel Mor, Augusta af Storbritannien | 17. maj 1768    | 8. april 1795     | 29. januar 1820 Mands tronbestigelse | Ikke kronet        | 7. august 1821 53 år          | 7. august 1821 53 år    | Katedralen i Braunschweig                                      | Georg 4.   |
|         |             | Adelaide af Sachen-Meiningen          | Far, Georg 1., hertug af Sachen-Meiningen Mor, Louise Eleanore af Hohenlohe-Langenburg         | 13. august 1792 | 13. juli 1818     | 26. juni 1830 Mands tronbestigelse   | 8. september 1831  | 20. juni 1837 Mands død       | 2. december 1849 56 år  | St George's Chapel, Windsor Castle                             | Vilhelm 4. |
|         |             | Albert af Sachen-Coburg og Gotha      | Far, Ernst 1., hertug af Saxe-Coburg og Gotha Mor, Louise af Sachen-Gotha-Altenburg            | 26. august 1819 | 10. februar 1840  | 10. februar 1840                     | Ikke kronet        | 14. december 1861 42 år       | 14. december 1861 42 år | St George's Chapel, Windsor Castle derefter Frogmore Mausoleum | Victoria   |

### Huset Sachsen-Coburg og Gotha, omdøbt tilHuset Windsori 1917
| Billede | Våbenskjold | Navn                                                                 | Forældre                                                                                    | Født             | Ægteskab          | Blev dronning/prinsgemal               | Kroning        | Ophør som dronning/pringsgemal | Død                     | Hvilested                          | Ægtefælle    |
| ------- | ----------- | -------------------------------------------------------------------- | ------------------------------------------------------------------------------------------- | ---------------- | ----------------- | -------------------------------------- | -------------- | ------------------------------ | ----------------------- | ---------------------------------- | ------------ |
|         |             | Alexandra af Danmark                                                 | Far, Christian 9. af Danmark Mor, Louise af Hessen-Kassel                                   | 1. december 1844 | 10. marts 1863    | 22. januar 1901 Mands tronbestigelse   | 9. august 1902 | 6. maj 1910 Mands død          | 20. november 1925 80 år | St George's Chapel, Windsor Castle | Edvard 7.    |
|         |             | Mary af Teck                                                         | Far, Frans, hertug af Teck Mor, Mary Adelaide af Cambridge                                  | 26. maj 1867     | 6. juli 1893      | 6. maj 1910 Mands tronbestigelse       | 22. juni 1911  | 20. januar 1936 Mands død      | 24. marts 1953 85 år    | St George's Chapel, Windsor Castle | Georg 5.     |
|         |             | Lady Elizabeth Bowes-Lyon                                            | Far, Claude Bowes-Lyon, 14. jarl af Strathmore og Kinghorne Mor, Cecilia Cavendish-Bentinck | 4. august 1900   | 26. april 1923    | 11. december 1936 Mands tronbestigelse | 12. maj 1937   | 6. februar 1952 Mands død      | 30. marts 2002 101 år   | St George's Chapel, Windsor Castle | Georg 6.     |
|         |             | Philip af Grækenland og Danmark ændret i 1947 til Philip Mountbatten | Far, Andreas af Grækenland Mor, Alice af Battenberg                                         | 10. juni 1921    | 20. november 1947 | 6. februar 1952 Hustrus tronbestigelse | Ikke kronet    | 9. april 2021 99 år            | 9. april 2021 99 år     | St George's Chapel, Windsor Castle | Elizabeth 2. |
|         |             | Camilla Shand                                                        | Far, Bruce Shand Mor, Rosalind Cubitt                                                       | 17. juli 1947    | 9. april 2005     | 8. september 2022 Mands tronbestigelse | 6. maj 2023    | Nuværende                      | Nuværende               | Nuværende                          | Charles 3.   |

## Eksterne links
- www.royalty.nu